# مونتيري (تينيسي)
مونتيري (بالإنجليزية: Monterey, Tennessee)‏ هي بلدة تقع بولاية تينيسي في الولايات المتحدة. تأسست عام 1893، تبلغ مساحتها 7.7 (كم²)، وترتفع عن سطح البحر 574 م، بلغ عدد سكانها 2850 نسمة في عام 2010 حسب إحصاء مكتب تعداد الولايات المتحدة وتصل الكثافة السكانية فيها 355.6 نسمة/كم2.

## التركيبة السكانية
حدّد مكتب تعداد الولايات المتحدة بيانات التركيبة السكانية لمونتيري في تعداد الولايات المتحدة. في ما يلي، التركيبة السكانية حسب تعدادي 2000 و2010.

### تعداد عام 2000
بلغ عدد سكان مونتيري 2,717 نسمة بحسب تعداد عام 2000، وبلغ عدد الأسر 1,029 أسرة وعدد العائلات 698 عائلة مقيمة في البلدة. في حين سجلت الكثافة السكانية 346.1 نسمة لكل كيلومتر مربع (896.4/ميل2). وبلغ عدد الوحدات السكنية 1,141 وحدة بمتوسط كثافة قدره 145.4 لكل كيلومتر مربع (376.6/ميل2).
وتوزع التركيب العرقي للبلدة بنسبة 88.81% من البيض و0.92% من الأمريكيين الأفارقة و0.04% من الأمريكيين الأصليين و0.18% من الأمريكيين ذوي الأصول الآسيوية و9.09% من الأعراق الأخرى و0.96% من عرقين مختلطين أو أكثر و16.34% من الهسبانيون أو اللاتينيون من أي عرق.
بلغ عدد الأسر 1,029 أسرة كانت نسبة 35.1% منها لديها أطفال تحت سن الثامنة عشر تعيش معهم، وبلغت نسبة الأزواج القاطنين مع بعضهم البعض 50% من أصل المجموع الكلي للأسر، ونسبة 12.9% من الأسر كان لديها معيلات من الإناث دون وجود شريك،  بينما كانت نسبة 5% من الأسر لديها معيلون من الذكور دون وجود شريكة وكانت نسبة 32.2% من غير العائلات. تألفت نسبة 28.4% من أصل جميع الأسر من عدة أفراد يعيشون في نفس المنزل ونسبة 13.9% كانت تتألف من شخص يعيش بمفرده يبلغ من العمر 65 عاماً أو أكثر. وبلغ متوسط حجم الأسرة المعيشية 2.54، أما متوسط حجم العائلات فبلغ 3.06.
بلغ العمر الوسطي للسكان 37.4 عاماً. وكانت نسبة 24.7% من القاطنين تحت سن الثامنة عشر، وكانت نسبة 9.7% بين الثامنة عشر والرابعة والعشرين عاماً، ونسبة 26.8% كانت واقعةً في الفئة العمرية ما بين الخامسة والعشرين والرابعة والأربعين عاماً، ونسبة 21.4% كانت ما بين الخامسة والأربعين والرابعة والستين، ونسبة 13.5% كانت ضمن فئة الخامسة والستين عاماً فما فوق. يوجد لكل 100 أنثى 97.6 ذكر، ويوجد لكل 100 أنثى في الثامنة عشر من عمرها فما فوق 92.0 ذكر.
بلغ متوسط دخل الأسرة في البلدة 23,550 دولارًا، أما متوسط دخل العائلة فبلغ 28,603 دولارًا. وكان متوسط دخل الذكور 21,772 دولارًا مقابل 18,895 دولارًا للإناث. وسجل دخل الفرد الخاص بالبلدة 12,265 دولارًا. وكانت نسبة 22.1% من العائلات ونسبة 27.6% من السكان تحت خط الفقر، وكان من هؤلاء نسبة 41.2% تحت سن الثامنة عشر ونسبة 16.5% في الخامسة والستين من العمر وما فوق.

### تعداد عام 2010
بلغ عدد سكان مونتيري 2,850 نسمة بحسب تعداد عام 2010، وبلغ عدد الأسر 1,042 أسرة وعدد العائلات 693 عائلة مقيمة في البلدة. في حين سجلت الكثافة السكانية 363.1 نسمة لكل كيلومتر مربع (940.4/ميل2). وبلغ عدد الوحدات السكنية 1,195 وحدة بمتوسط كثافة قدره 152.2 لكل كيلومتر مربع (394.2/ميل2).
وتوزع التركيب العرقي للبلدة بنسبة 82.98% من البيض و0.35% من الأمريكيين الأفارقة و0.98% من الأمريكيين الأصليين و0.46% من الأمريكيين ذوي الأصول الآسيوية و0.49% من سكان جزر المحيط الهادئ و13.54% من الأعراق الأخرى و1.19% من عرقين مختلطين أو أكثر و24.77% من الهسبانيون أو اللاتينيون من أي عرق.
بلغ عدد الأسر 1,042 أسرة كانت نسبة 36.8% منها لديها أطفال تحت سن الثامنة عشر تعيش معهم، وبلغت نسبة الأزواج القاطنين مع بعضهم البعض 44% من أصل المجموع الكلي للأسر، ونسبة 15% من الأسر كان لديها معيلات من الإناث دون وجود شريك،  بينما كانت نسبة 7.6% من الأسر لديها معيلون من الذكور دون وجود شريكة وكانت نسبة 33.5% من غير العائلات. تألفت نسبة 30% من أصل جميع الأسر من عدة أفراد يعيشون في نفس المنزل ونسبة 15.4% كانت تتألف من شخص يعيش بمفرده يبلغ من العمر 65 عاماً أو أكثر. وبلغ متوسط حجم الأسرة المعيشية 2.66، أما متوسط حجم العائلات فبلغ 3.31.
بلغ العمر الوسطي للسكان 34.3 عاماً. وكانت نسبة 27.5% من القاطنين تحت سن الثامنة عشر، وكانت نسبة 9.3% بين الثامنة عشر والرابعة والعشرين عاماً، ونسبة 24.6% كانت واقعةً في الفئة العمرية ما بين الخامسة والعشرين والرابعة والأربعين عاماً، ونسبة 22.1% كانت ما بين الخامسة والأربعين والرابعة والستين، ونسبة 16.5% كانت ضمن فئة الخامسة والستين عاماً فما فوق. وتوزع التركيب الجنسي للسكان بنسبة 48.8% ذكور و51.2% إناث.

## وصلات خارجية
- The US50 - Cities and Towns in Tennessee State
- Tennessee Cities and Towns, Facts, Map, Flag, Colleges, Government, and More